# Stadion Miejski w Szprotawie
Stadion Miejski w Szprotawie – stadion lekkoatletyczno-piłkarski znajdujący się w Szprotawie. Na tym obiekcie rozgrywają mecze piłkarze Sprotavii Szprotawa.

## Położenie
Stadion położony jest przy ulicy Sobieskiego w Szprotawie, w zachodniej części miasta. Obiekt od północy i zachodu okala zabudowa mieszkalna, od wschodu teren byłych Zielonogórskich Fabryki Mebli ZEFAM, a od południa las wraz z przepływającą nieopodal rzeką Bóbr.

## Historia
Budowę stadionu przy ulicy Sobieskiego w Szprotawie rozpoczęto na początku lat 60. XX wieku. 22 lipca 1962 roku nastąpiło otwarcie obiektu. 
26 sierpnia 1973 roku na stadionie doszło do pojedynku klubu piłkarskiego Sprotavia Szprotawa z GKS Katowice w ramach I rundy Pucharu Polski. Gospodarze przegrali 1:2, a mecz zgromadził 5000 widzów, co pozostaje rekordem frekwencji obiektu.
W 1980 roku rozegrano tutaj finał Pucharu Polski na szczeblu województwa zielonogórskiego.
W 2008 roku stadion przeszedł gruntowny remont, na który składał się m.in. remont trybun (zastąpienie ławek krzesełkami), położenie bieżni czy remont budynku głównego. Całkowity koszt inwestycji wyniósł około 1,7 mln złotych.
W 2021 roku Gmina Szprotawa otrzymała z Rządowego Funduszu Polski Ład dofinansowanie na remont stadionu. W 2022 roku ruszyła przebudowa obiektu, na którą składać się będzie m.in. wymiana i zadaszenie trybun, remont bieżni, boiska i budynku klubowego, instalacja oświetlenia oraz budowa boiska treningowego.